# Phil. Macquet
Pour l’article ayant un titre homophone, voir Macquet.
 (octobre 2012).
Si vous disposez d'ouvrages ou d'articles de référence ou si vous connaissez des sites web de qualité traitant du thème abordé ici, merci de compléter l'article en donnant les références utiles à sa vérifiabilité et en les liant à la section « Notes et références ».
Phil. Macquet est un peintre français né le 8 octobre 1967 à Lille.
Issu du mouvement Street Art (Art urbain) des années 1980, il se tourne vers les arts numériques et adapte sa technique du pochoir aux nouvelles technologies pour créer de grands formats sur bâche.

## Biographie

### Street Art

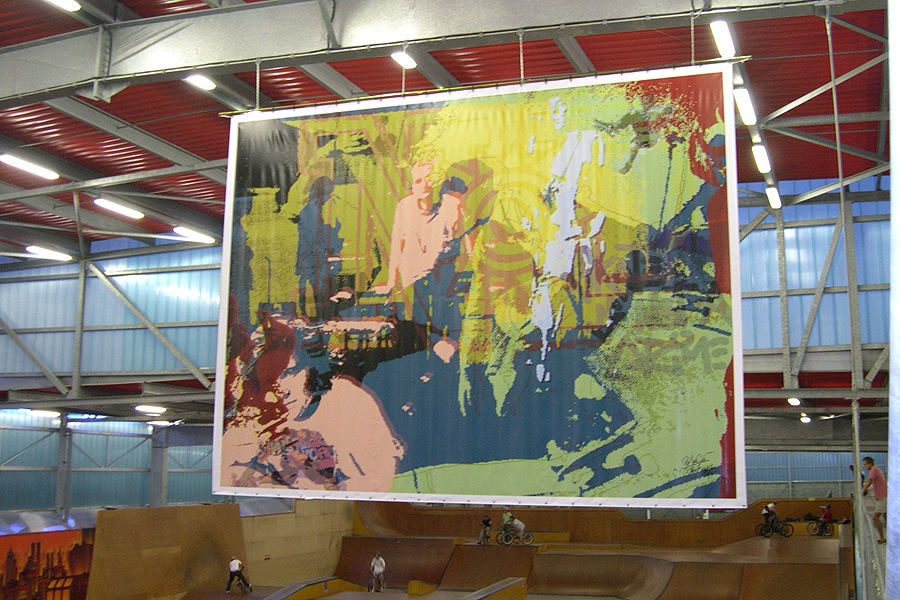
Skate Park de Lille

Les premiers pochoirs de Phil.Macquet et de son acolyte François Duquenne apparaissent dans les rues de Lille dès 1984. Le duo se fait connaître sous le pseudonyme de Dr Table et se fait remarquer par Christoph Maisenbacher déjà agent d'autres street artistes européens.
Leur première œuvre au pochoir destinée à une commande de musée se fait en 1991 à Charleville-Mézières à l'occasion du centenaire de la mort de Rimbaud.

### Études
Parallèlement à sa vie (nocturne) d'artiste pochoiriste, Phil.Macquet entreprend ses études en faculté d'Arts Plastiques à Lille, puis à la Sorbonne (maîtrise en Art et Technologie de l'image) et poursuit ses recherches à l'ENS de Cachan.

### De la bombe au pixel
Dès les années 1990, le numérique s'impose définitivement à Phil.Macquet comme l'occasion de prolonger son œuvre de pochoiriste dans une nouvelle dimension. Il abandonne la bombe et revendique le pixel pour matière première.

### De la toile à la peinture augmentée
C'est au cours des années 2000 que l'avènement de la technologie mobile permet à l'artiste de concrétiser ses recherches pour dépasser les limites de son support et de développer une peinture augmentée, directement accessible à tous, au travers d'applications qui font interagir le public avec ses œuvres.

## Œuvres

### Pixelize me
Phil.Macquet passe de la rue à l’atelier. Il crée des compositions numériques vouées à garder leur caractère urbain tant dans leur support (la bâche), dans leur sujet (musique rock, skate, vie underground, utopie sociale...), que dans leur référence picturale (simplicité des formes et intensité des couleurs rappelant le pochoir et utilisation d'images attractives puissantes élevées au rang de symboles).

### Collections et Commandes publiques
Phil.Macquet est connu tout à la fois pour ses œuvres de portrait (Diane von Fürstenberg ou Paul Smith) que pour des toiles de très grands formats au cœur de la ville (Skate, 30 m2 , 2007, halle de glisse de Lille dans le cadre de "One Two ! One Two Exhibition").

### Street Digital
Le terme "Street Digital" nait lors de la présentation des œuvres de Phil.Macquet durant Art Basel Miami Beach 2013,. Il regroupe les toiles où pochoirs et applications numériques se répondent pour créer une œuvre qui mixe art urbain et réalité augmentée. On peut citer "Le Baiser", œuvre 4,70 m x 3,30 m, incarnant le futur embrassant le passé, inaugurée en janvier 2015 au sein du pôle d'excellence d'EuraTechnologies, sans oublier les présentations lors des foires internationales d'Art Contemporain (Art Up! 2014 - France ; Art Southampton 2014 - USA ) ou lors d'évènements privés (exposition "L42" 2014 - Bruxelles ; West Collection 2015 - Philadelphie).